# Український центр по обслуговуванню пасажирів на залізничному транспорті України
Український центр по обслуговуванню пасажирів на залізничному транспорті України — створений у 1985 р.

## Основні напрямки діяльності
- комплексне обслуговування населення в пасажирських перевезеннях;
- якісне обслуговування пасажирів під час надання послуг з оформлення проїзних документів.

УЦОП надає послуги з попереднього продажу залізничних квитків у напрямку «Туди» і «Зворотно» в прямому, міждержавному і міжнародному сполученнях, попереднього приймання від організацій та установ колективних заявок на резервування місць у поїздах, замовлення квитків, доставки квитків за місцем проживання, роботи чи відпочинку та забезпечення транзитних пасажирів місцем для проживання в готелі.
До послуг пасажирів довідково-інформаційна служба, яка працює цілодобово: за номером телефону можна отримати інформацію про прибуття й відправлення поїздів, правила під час проїзду для пасажирів та вартість квитків.
За період з серпня 1985 р. по теперішній час послугами УЦОП з попереднього продажу залізничних квитків скористалися понад 64 млн пасажирів, доставлено квитків через бюро замовлення 3 млн пасажирам.
З метою постійного удосконалення організаційного управління і оперативного регулювання при зменшенні чи збільшенні обсягів пасажирських перевезень, в УЦОП діє група оперативного стеження, яка проводить аналіз пасажиропотоку, прогнозування і регулювання схем поїздів, призначення та відміну поїздів, причеплення і відчеплення вагонів.
Розширена мережа з продажу проїзних документів — відкриті по районам міста філії кас.
У складі УЦОП функціонує тризірковий готель «Експрес» на 123 комфортабельних номера. Розташування готелю у центрі міста неподалік від вокзалу, ділової частини міста та багатьох історико-архітектурних пам'яток збереже гостям час та зробить їхній відпочинок приємним і корисним. До послуг клієнтів, які проживають — реабілітаційно-оздоровчий комплекс з сучасною сауною, спортивними тренажерами, більярдом тощо.
Введення в експлуатацію ресторану «Експрес» дало змогу вирішити питання комплексного обслуговування клієнтів, які проживають в готелі, сніданками, обідами, організування святкових вечорів та бенкетів по замовленню. На першому поверсі готелю цілодобово працює кафе-бар.
Реконструкція конференц-залу, який оздоблений лінгафонною системою, дала можливість організовувати комплексне обслуговування семінарів, симпозіумів і нарад (поселення в готелі, харчування, «кафе-паузи», екскурсійне обслуговування тощо).
Для поліпшення комфортності, збільшення асортименту послуг розроблено та впроваджено в дію цілий комплекс додаткових послуг:
- резервування місць на поїзди за телефоном з наступним їх викуповуванням;
- резервування місць для організованих груп;
- резервування місць для організацій за укладеними договорами;
- міжнародний і міжміський телефонний зв'язок;
- послуги факсимільного зв'язку;
- термінове ксерокопіювання;
- ламінування, брошурування документів;
- послуги персонального компьютера;
- послуги кур'єрської пошти;
- продаж авіаквитків;
- послуги туристичної агенції;
- візова реєстрація іноземних громадян;
- оформлення закордонних паспортів.

За всіма високими показниками та досягненнями Центру стоїть колектив працівників, серед яких 13 почесних залізничників, понад 200 чол. нагороджено почесними грамотами за відмінну працю, високі виробничі показники, майстерність та професіоналізм. На теперішній час в УЦОПі працює 530 чол.
За перше півріччя 2001 р. УЦОП надав платних послуг на суму 6,4 млн грн.

## Адреса
Україна, м. Київ, бульвар Шевченка,38/40